# Ho difeso il mio amore/Canzone per un'amica
Ho difeso il mio amore/Canzone per un'amica è l'ottavo singolo discografico del gruppo musicale I Nomadi pubblicato in Italia nel 1968 dalla Columbia.

## Descrizione
Il primo brano, Ho difeso il mio amore, è la versione con testo in italiano scritto da Daniele Pace del brano Nights in White Satin scritto da Justin Hayward e pubblicato originariamente dai Moody Blues mentre il secondo, Canzone per un'amica, è una cover di un brano originale scritto da Francesco Guccini.

## Cover
- Andrea's Racket ha inciso la cover di Ho difeso il mio amore nel 1968 (Tipico, M.A. 9702).
- I Profeti hanno inciso la cover (singolo) di Ho difeso il mio amore nel 1968 (CBS Italiana, 3340) inserita nell'album L'amore è... (CBS Italiana, 40 S 69033).
- I Bit-Nik hanno inciso la cover (singolo) di Ho difeso il mio amore nel 1968 (Meazzi, M 01322) inserita nell'album I Bit-Nik del 1997 (On Sale Music, 52 OSM 014).
- Alberto Colucci ha inciso la cover di Ho difeso il mio amore nel 1969 (CBS Records International, 655209 6), pubblicato in Austria, inserita nella cassetta La musica - The best, come Alberto, pubblicata in Germania.

## Tracce
Lato A
1. Ho difeso il mio amore – 3:58 (testo: Daniele Pace – musica: Justin Hayward)

Lato B
1. Canzone per un'amica (testo: Francesco Guccini – musica: Francesco Guccini)

## Formazione
- Beppe Carletti: tastiere
- Bila Copellini: batteria
- Gianni Coron: basso
- Augusto Daolio: voce
- Franco Midili: chitarra